# Avoyelles Parish
Avoyelles Parish (franska: Paroisse des Avoyelles) är ett administrativt område, parish, i delstaten Louisiana, USA. År 2010 hade området 42 073 invånare. Den administrativa huvudorten är Marksville.

## Geografi
Enligt United States Census Bureau har countyt en total area på 2 242 km². 2 156 av den arean är land och 86 km² är vatten.

### Angränsande områden
- La Salle Parish och Catahoula Parish  - norr
- Concordia Parish  - nordöst
- West Feliciana Parish  - öst
- Pointe Coupee Parish  - sydöst
- Saint Landry Parish  - syd
- Evangeline Parish  - sydväst
- Rapides Parish  - väst

### Orter
- Bordelonville
- Bunkie
- Center Point
- Cottonport
- Evergreen
- Fifth Ward
- Mansura
- Marksville (huvudort)
- Simmesport